# Biadoliny Radłowskie
Biadoliny Radłowskie (prononciation : [bjadɔˈlinɨ raˈdwɔfskʲɛ]) est une localité polonaise de la gmina de Wojnicz, située dans le powiat de Tarnów en voïvodie de Petite-Pologne.